# Ilirneyita
La ilirneyita és un mineral de la classe dels òxids, que pertany al grup de la zemannita.

## Característiques
La ilirneyita és un òxid de fórmula química Mg₀.₅(H₂O)₄.₅[ZnMn³⁺(TeO₃)₃]. Va ser aprovada com a espècie vàlida per l'Associació Mineralògica Internacional l'any 2015. Cristal·litza en el sistema hexagonal. És l'anàleg amb Mn3+ de la zemannita. També és l'anàleg amb Zn-Mn(3+) de la kinichilita i la keystoneïta.

## Formació i jaciments
Va ser descoberta al dipòsit de Sentyabr’skoe, a l'okrug autònom de Txukotka (Districte Federal de l'Extrem Orient, Rússia). Es tracta de l'únic indret on ha estat trobada aquesta espècie mineral.